# Hòa An, Thái Thụy
Hòa An là một xã cũ thuộc huyện Thái Thụy, tỉnh Thái Bình, Việt Nam.
Tên của xã được ghép từ tên của hai xã cũ là Thái Hòa và Thái An.

## Địa lý
Xã Hòa An nằm ở phía đông huyện Thái Thụy, có vị trí địa lý:
- Phía đông giáp xã Thái Đô và xã Thái Thượng
- Phía tây giáp xã Thái Hưng
- Phía nam giáp xã Mỹ Lộc và xã Thái Xuyên
- Phía bắc giáp xã Thái Nguyên.

Xã Hòa An có diện tích 7,62 km², dân số năm 2019 là 8.993 người, mật độ dân số đạt 1.180 người/km².
Đây là địa phương có dự án Đường bộ ven biển Thái Bình – Hải Phòng đi qua.

## Lịch sử
Địa bàn xã Hòa An hiện nay trước đây vốn là hai xã Thái Hòa và Thái An thuộc huyện Thái Thụy.
Trước khi sáp nhập, xã Thái An có diện tích 2,76 km², dân số là 2.733 người, mật độ dân số đạt 990 người/km². Xã Thái Hòa có diện tích 4,86 km², dân số là 6.260 người, mật độ dân số đạt 1.288 người/km², có 5 xóm: Tử Các, Sơn Cao, Nam Duyên, Vọng Hải, Bắc Tân.
Ngày 11 tháng 2 năm 2020, Ủy ban Thường vụ Quốc hội ban hành Nghị quyết số 892/NQ-UBTVQH14 về việc sắp xếp các đơn vị hành chính cấp xã thuộc tỉnh Thái Bình (nghị quyết có hiệu lực từ ngày 1 tháng 3 năm 2020). Theo đó, sáp nhập toàn bộ diện tích và dân số của hai xã Thái Hòa và Thái An thành xã Hòa An.

## Di tích
- Đền Lý Bí: được công nhận là di tích cấp quốc gia năm 1993.[cần dẫn nguồn]